# Жё-ле-Бар
Жё-ле-Бар (фр. Jeux-lès-Bard) — коммуна во Франции, находится в регионе Бургундия. Департамент коммуны — Кот-д’Ор. Входит в состав кантона Семюр-ан-Осуа. Округ коммуны — Монбар.
Код INSEE коммуны — 21324.

## Население
Население коммуны на 2010 год составляло 51 человек.
| 1962 | 1968 | 1975 | 1982 | 1990 | 1999 | 2010 |
| ---- | ---- | ---- | ---- | ---- | ---- | ---- |
| 58   | 57   | 45   | 35   | 42   | 39   | 51   |

## Экономика
В 2010 году среди 27 человек трудоспособного возраста (15—64 лет) 19 были экономически активными, 8 — неактивными (показатель активности — 70,4 %, в 1999 году было 73,9 %). Из 19 активных жителей работали 18 человек (9 мужчин и 9 женщин), безработным был 1 мужчина. Среди 8 неактивных 0 человек были учениками или студентами, 6 — пенсионерами, 2 были неактивными по другим причинам.